# Будроваць
45°58′ пн. ш. 17°03′ сх. д. / 45.97° пн. ш. 17.05° сх. д.
Будроваць (хорв. Budrovac) — населений пункт у Хорватії, у Копривницько-Крижевецькій жупанії у складі міста Джурджеваць.

## Населення
Населення за даними перепису 2011 року становило 373 осіб.
Динаміка чисельності населення поселення: